# Tianhe-2

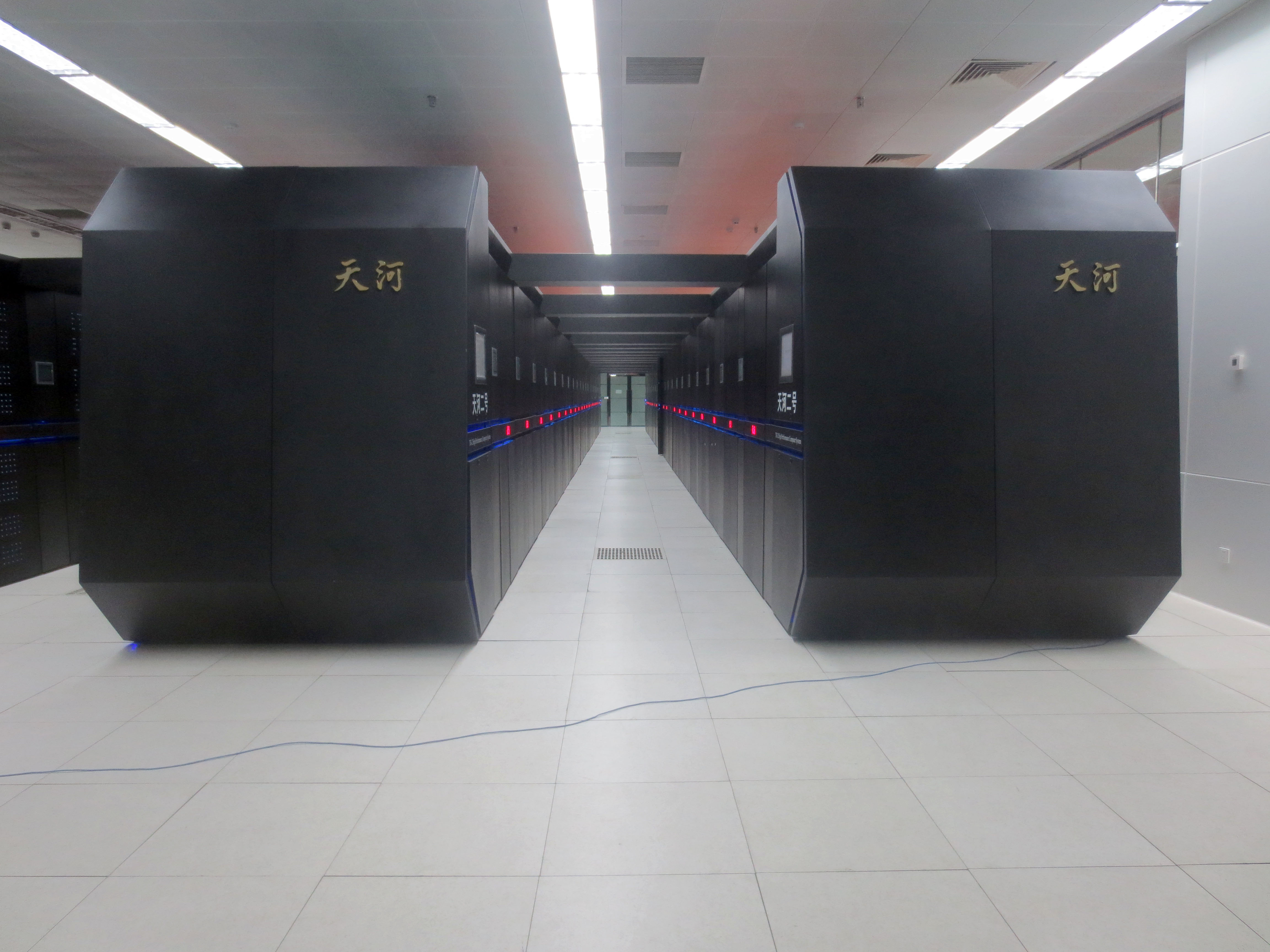
Superkomputer Tianhe-2

Tianhe-2 (Droga Mleczna-2) – superkomputer o mocy obliczeniowej 33,86 PFLOPS, zbudowany przez NUDT w Chinach. Od czerwca 2013 do czerwca 2016 roku był najszybszym superkomputerem na świecie. W czerwcu 2016 roku został prześcignięty przez superkomputer Sunway TaihuLight.

## Budowa
Koszty budowy Tianhe-2 wyniosły 2,4 miliarda juanów (390 milionów dolarów). Składa się ze 125 szaf, w każdej po 64 płyty zawierające po 2 węzły. Daje to w sumie 16 000 węzłów. Każdy węzeł zawiera 2 procesory Intel Xeon E5-2692 2,2 GHz i 3 koprocesory Xeon Phi oraz 88 GB RAM. Każdy procesor Ivy Bridge zawiera 12 rdzeni obliczeniowych, a każdy koprocesor 57 rdzeni. Daje to w sumie 3 120 000 rdzeni. Procesory są taktowane zegarem 1,1 GHz, każdy wykonuje 4 wątki, a każdy wątek może wykonać 4 operacje zmiennoprzecinkowe w jednym cyklu. Daje to teoretyczną moc obliczeniową 54,912 PFLOPS. W testach LINPACK Tianhe-2 osiągnął moc obliczeniową 33,86 PFLOPS, co oznacza efektywność 61,5%.
Tianhe-2 posiada 1,34 PB pamięci operacyjnej i 12,4 PB pamięci masowej. Wymaga do zasilania 17,6 MW mocy. Razem z chłodzeniem zużycie mocy wynosi 24 MW.

## System operacyjny
System operacyjny to podobnie jak większości superkomputerów Linux, tutaj dystrybucja Ubuntu Kylin.